# 21-cm-Mörser 16
Der 21-cm-Mörser 16, auch Langer 21 cm Mörser (lg 21 cm Mrs), war ein schwerer Mörser, der vom deutschen Heer im Ersten Weltkrieg, von der Reichswehr und der Wehrmacht im Zweiten Weltkrieg eingesetzt wurde.

## Entwicklung
Krupp entwickelte diese Waffe ab 1915 für die Belagerungsartillerie als Modifizierung des 21-cm-Mörsers (auch als „21-cm-Mörser 10“ bekannt), dessen Schussweite unter den Bedingungen des Stellungskriegs als unzureichend empfunden wurde. Daher wurde Wert darauf gelegt, dass neben der üblichen Munition auch betonbrechende Geschosse verwendet werden konnten. Der Hauptunterschied zum Vorgänger war ein verlängertes Geschützrohr, welches eine um einen Kilometer gesteigerte Reichweite aufwies. Auffällig ist die enorme Größe des Geschützes: Sie resultierte zum großen Teil aus der Forderung in hohen Winkelgruppen zu schießen – was eine entsprechende Rohrerhöhung der Lafette erforderte – und der bauartbedingten Form der einteiligen Kastenlafette. Ein plötzlicher Stellungswechsel war so nicht möglich. Dies kompensierte die Waffe durch eine für einen Mörser große Reichweite.

## Technik
Die Lafette ruhte bei bespannter Artillerie auf Stahlspeichenrädern. Nach der Umstellung auf Motorzugfahrzeuge in der Zwischenkriegszeit wurden gummibereifte Räder verwendet.
Wegen des enormen Rückstoßes war der Rohrrücklaufmechanismus vergleichsweise kompliziert. Das Rohr lagerte mittig und die Rücklaufbremse war unkonventioneller Weise über dem Rohr angebracht.
Während des Rücklauf des Rohres grub sich zum Abbremsen der Lafettenholm zusätzlich in die Erde.

## Einsatz
Der schwere 21-cm-Mörser wurde während des Ersten Weltkrieges in den schweren Artillerieeinheiten der deutschen Heeres verwendet. Angesichts seines erheblichen Gewicht erfolgte der Transport in drei Teillasten auf einem Rohrwagen, einem Lafettenwagen und einem Gürtelwagen, da die Waffe sonst für den Pferdezug zu schwer gewesen wäre. Der Gürtelwagen transportierte die großen beweglichen Platten an den Rädern, welche in der Feuerstellung an den Rädern montiert waren, um ein Einsinken zu verhindern.
Nach dem Ende des Krieges mussten einige der Geschütze als Entschädigung an die Siegermächte abgegeben werden.
Als schließlich geeignete motorisierte Zugmaschinen zur Verfügung standen, wurde die Waffe so umgebaut, dass danach für den Transport nur noch der Schutzschild abgenommen werden musste. Obwohl technisch bei Kriegsbeginn im Jahr 1939 veraltet, fehlten der Wehrmacht alternative Geschütze und so verblieben diese Veteranen des Ersten Weltkrieges weiter im Einsatz. Bis 1942 verblieben sie bei der Truppe, wurden aber danach durch den 21-cm-Mörser 18 ersetzt.

## Technische Daten
- Kaliber: 210 mm
- Gefechtsgewicht: 6.680 kg
- Rohrlänge: 2,30 m
- Höhenrichtbereich: −6° bis +70°
- Seitenrichtbereich: 4°
- Munitionstyp/Gewicht: hochexplosiv/113 kg
- Mündungsgeschwindigkeit: 393 m/s
- Höchstschussweite: 11.100 m

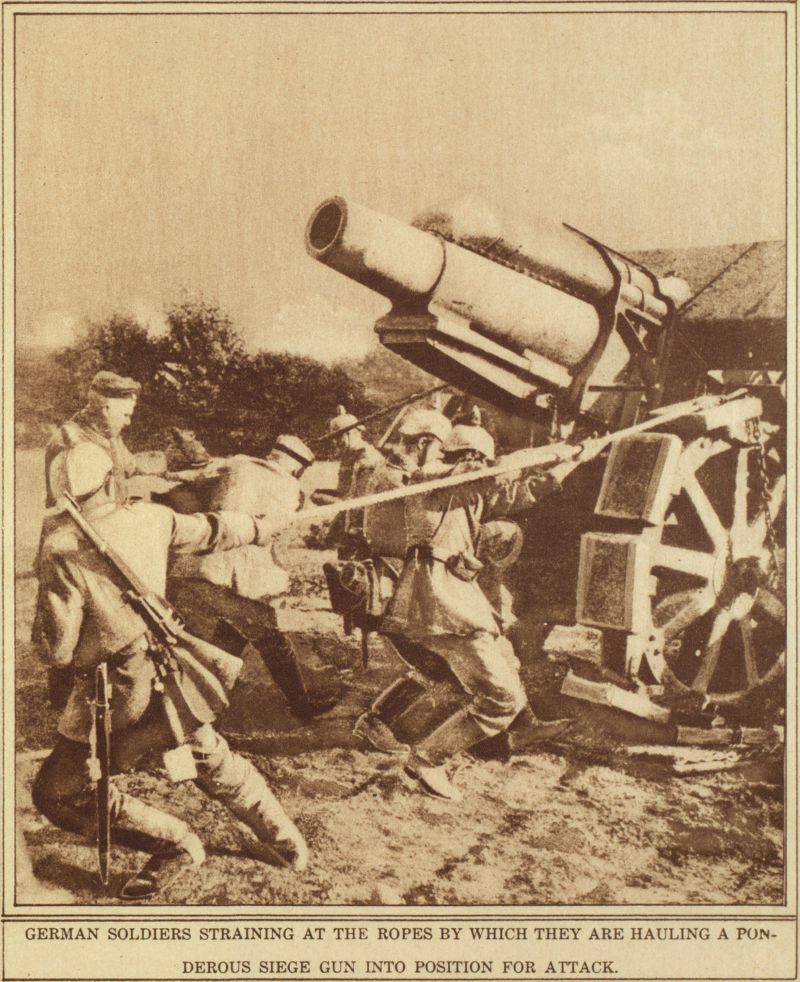
Das Vorgängermodell M1910
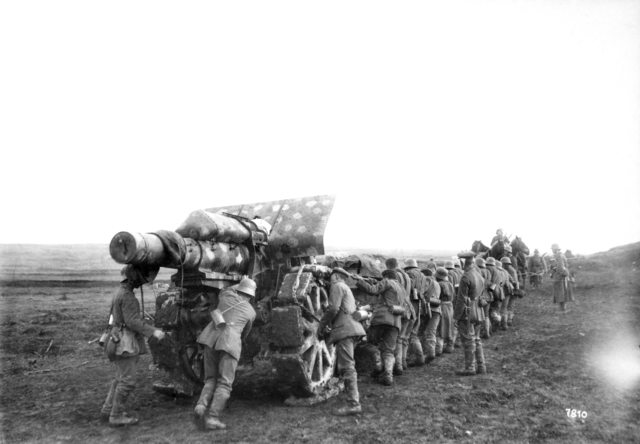
21-cm-Mörser 16 im Ersten Weltkrieg